# Andrano
Andrano är en ort och kommun i provinsen Lecce i regionen Apulien i Italien. Kommunen hade 4 750 invånare (2017).